# Willys 77
La Willys 77, chiamata anche Willys mod. 77 è una autovettura prodotta dalla casa automobilistica statunitense Willys-Overland dal 1933 al 1942.
La vettura era spinta da un motore a quattro cilindri in linea con una cilindrata di 2388 cm³ e una potenza di 48 CV (35 kW). 
Era venduta ad un prezzo molto esiguo per l'epoca, con la berlina a quattro porte che costava 415 dollari e la versione coupé dal prezzo di 395 dollari. La 77 venne esposta durante il salone di New York del 1935. L'automobile contribuì alla sopravvivenza della Willys nel biennio 1933-1936 e le vendite furono soddisfacenti e nel 1940 esordì l'erede, la Americar.